# Mercado de trabalho
Mercado de trabalho associa aqueles que oferecem força de trabalho àqueles que a procuram, em um sistema típico de mercado onde se negocia a fim de determinar os preços e as quantidades a transacionar. O seu estudo procura perceber e prever os fenômenos de interação entre estes dois grupos tendo em conta a situação econômica e social do país, região ou cidade. Nesse contexto, pode-se incluir as ofertas de trabalho relacionadas às empresas públicas, de economia mista, privadas, pessoas físicas, entre outras, com suas normas para remuneração, benefícios, carreira, condutas e a aptidão dos profissionais que desejam ingressar nestas.
A grande procura por empregos que ofereçam melhores salários e reconhecimento, fazem com que esse mercado se torne altamente competitivo, uma vez que a cada vaga de emprego oferecida, muitos candidatos apresentarão não só os pré requisitos mínimos exigidos como também, os seus diferenciais para a candidatura da mesma.

## História
Numa visão classicista, classifica-se o trabalho como um produto, pelo qual os trabalhadores atuam como vendedores e os empregadores como compradores. Os salários e valores são considerados e o mercado de trabalho é o espaço onde ocorre toda essa comercialização.
Karl Marx consolida esta ideia na forma de mão de obra como mercadoria e na exploração do trabalhador. Para Marx, o mercado de trabalho se caracteriza pela luta de classes entre trabalhadores e burguesia, e na desigualdade da distribuição de riquezas e poder. Marx mantém a visão da economia clássica iniciada por Adam Smith, na qual as relações se dão a partir da oferta e demanda de mão de obra. Contudo, ele enfoca que o lado dos que tem sua mão de obra expropriada é mais fraco, e, portanto fica vulnerável e não consegue estabelecer negociação com o lado mais forte, que atua como mandante no estabelecimento do preço.
Em meados do século XX, surge outra vertente econômica, o keynesianismo, que entre outras propostas defendia o Intervencionismo do Estado na economia. Os adeptos dessa visão contestam o modelo de mercado de trabalho descrito pelos neoclássicos no que tange à lei da oferta e demanda. Para estes, a demanda por trabalho não é determinada pela remuneração, e sim pela necessidade de produção da empresa para atender seu mercado consumidor ou o que se espera vender a este. Desta forma, a demanda por mão de obra é definida fora do proposto pelo modelo de mercado de trabalho dos neoclássicos. Assim, seria possível ocorrer situações onde a oferta de emprego possa ser inferior à mão de obra disponível, configurando-se o cenário de desemprego.
No final do século XIX, para os teóricos neoclassicistas, o mercado de trabalho abrange questões ligadas à produtividade pessoal, por exemplo, tomadas de decisões acerca do investimento em capacitação dos trabalhadores e permissão destes ao lazer. 
Entende-se também que os trabalhadores têm liberdade para escolher entre as várias opções no mercado de trabalho, de acordo com seus interesses, competências e habilidades essenciais, e, por conseguinte, serão remunerados de acordo com sua capacidade de capital humano.
Todas essas abordagens trazem a visão do mercado de trabalho como uma unidade, de maneira que seria possível a todos os trabalhadores se candidatarem para qualquer vaga que esteja em oferta. Ao enfocar o mercado de forma ampla, ainda que sejam conceituadas as relações de lutas entre classes, competências e até mesmo a interferência estatal, não são considerados fatores de contexto regional, demográfico ou profissional, por exemplo. Fatores estes que podem originar rearranjos nas relações entre capital e trabalho, proporcionando o surgimento de segmentações de mercado.

## Economia
A atividade do mercado de trabalho é de grande relevância para a economia. Variáveis como faixas salariais, índices de emprego e desemprego, produtividade, qualificação, distribuição de receitas, assim como o antagonismo entre os atuantes, são fatores levados em conta ao se traçarem os indicadores econômicos de um país, por exemplo.
O mercado de trabalho tem suas origens no período da Revolução Industrial, no qual as relações entre operários e organizações passam a assumir uma maior importância no contexto econômico e social.
No final do século XVIII (18), o filósofo e economista clássico Adam Smith fez as primeiras referências ao mercado de trabalho. Nesta concepção, a atividade do mercado de trabalho é semelhante aos demais mercados, onde as condutas econômicas das organizações e os indivíduos visam à maximização do bem-estar, no qual a oferta e demanda de emprego dependem da remuneração salarial.

## Segmentação do mercado de trabalho
A partir do crescimento da crítica à Teoria do capital humano iniciada no final dos anos 1960 e início dos 1970, vem criando corpo uma nova teoria, a da segmentação do mercado de trabalho. Esta teoria propõe a releitura de pressupostos da teoria econômica tradicional que visa, por exemplo; a determinação dos valores de salários da mesma forma que a determinação de valores de quaisquer outros empregos caracterizados por tempo integral, estabilidade e salários e produtividade altos; típicos de empresas de grande porte, mais precisamente as dos setores de transformação e de serviços (transportes e comunicação) e as burocráticas da administração direta e indireta do governo. Neste segmento, a qualificação e o acesso a melhores salários; se dá por meio do desempenho de funções, da experiência adquirida no próprio emprego e de promoções internas.
O Primário Independente compreende ocupações de gerência e supervisão administrativa, de planejamento ou financeiras de grandes empresas, instituições bancárias, bem como de setores governamentais. São ocupações que prescindem de iniciativa própria e criatividade por parte do trabalhador. Contrapõem o Primário Dependente, na medida em que o empregado toma as normas e procedimentos internos como um dado e os inovam. Não podem, portanto;  ser desempenhadas por mera repetição de práticas adquiridas. Neste segmento salários, alocação e treinamento sofrem maior influência externas.
No Segmento Secundário do mercado de trabalho estão inseridas atividades que requerem mínima qualificação e mínimo treinamento, nestas ocupações não há cadeia de promoção. Os salários pagos são em geral, baixos tanto quanto a produtividade. Neste segmento não há estabilidade e a rotatividade ocorre em alto grau. A maioria das vagas oferecidas vem de pequenas empresas, com baixo acesso a capital e tecnologia, que atuam em mercados restritos e de demanda instável.

## Mercado de trabalho na atualidade
No momento atual, em virtude do maior acesso à informação e estudos, os trabalhadores pleiteiam as vagas de trabalho em condições de igualdade dentro de suas formações. Porém, não há garantias de uma permanência perdurável no emprego.  Além disso, o trabalhador inserido no atual mercado de trabalho deve estar preparado para constantes pressões por geração de lucros, produtividade e inovação, ainda que exista uma maior possibilidade de negociação do salário, visto que agrega valores à empresa.

## Lei da oferta e da procura
Talvez a característica mais marcante das relações econômicas seja a lei da oferta e da procura. Via de regra, quanto maior for a oferta de um produto ou de um serviço, se a procura se mantiver a mesma, menor será o valor cobrado por ele, pois a concorrência de mercado obriga a redução dos preços para tornar viável as vendas. Por outro lado se a procura é maior do que a oferta, a tendência é que o valor cobrado pelo produto seja maior.
Em termos de profissões pode-se dizer que quando existe a formação de excesso de profissionais e falta de procura desses profissionais não há um equilíbrio entre a oferta e a procura e ocorre o que se chama uma saturação de mercado, em que não existem suficientes postos de trabalho para absorver os profissionais. Por outro lado pode acontecer que não exista oferta em excesso mas sim procura em falta. Este é um dos casos que acontece quando, por exemplo, a indústria progride e inova rapidamente. Deixa de haver procura de uma dada profissão ou qualificação que está sendo substituída pela procura de outra profissão ou qualificação em que ainda não há oferta suficiente, gerando desemprego que também está ligado com o aumento no numero de máquinas, que podem substituir a mão de obra.